# Martin van Bruinessen
Martin van Bruinessen (* 10. Juli 1946 in Schoonhoven, Niederlande) ist ein niederländischer Soziologe.
Er studierte an der Universität Utrecht Physik, Mathematik (Abschluss 1971) und anschließend Anthropologie und Soziologie. Zwischen 1974 und 1976 führte er Felduntersuchungen unter den Kurden im Irak, Iran und in der Türkei durch. 1978 legte er mit seiner Dissertation Agha, Shaikh and State. On the Social and Political Organization of Kurdistan sein bislang wichtigstes Werk vor. Dieses avancierte bald zu einem Standardwerk der vergleichenden Sozialforschung, obwohl es bis zu der deutschen Übersetzung seiner überarbeiteten Fassung 1989 nicht im Buchhandel erschienen war. Van Bruinessen beschreibt darin die sozial-religiösen Strukturen der Kurden.
1977 begann van Bruinessen an der Utrechter Universität Untersuchungen zur osmanischen Geschichte. 1988 erschien das Werk Evliya Çelebi in Diyarbekir. Von 1978 bis 1981 reiste er häufig nach Iran und Afghanistan sowie in die Türkei. Neben den Kurden und der Türkei beschäftigte er sich ab 1982 auch viel mit Indonesien, wo er sechs Jahre blieb. Dort unterrichtete er an der Universität von Yogyakarta Soziologie.
Ab 1994 unterrichtete van Bruinessen Kurdisch und Türkisch an der Universität Utrecht. Von 1996 bis 1997 war er Gastprofessor für kurdische Studien an der Freien Universität Berlin.

## Schriften (Auswahl)
Monographien
- mit Hendrik Boeschoten: Evliya Çelebi in Diyarbekir: The Relevant Section of the Seyahatname edited with translation, commentary and introduction (= Evliya Çelebi’s Land and people of the Ottoman Empire in the seventeenth century. A corpus of partial editions. Band 1). Brill, Leiden 1988, ISBN 9004081658.
- Agha, Scheich und Staat – Politik und Gesellschaft Kurdistans (Deutsche Übersetzung der Dissertation von 1978, mit Überarbeitungen), Edition Parabolis, Berlin 1989, ISBN 3884022598, 2003, ISBN 3-933279-16-X.

Herausgeberschaften
- mit Stefano Allievi: Producing Islamic knowledge: transmission and dissemination in Western Europe. Routledge, Abingdon u. a. 2010, ISBN 978-0-415-35592-6.
- mit Julia Day Howell: Sufism and the 'modern' in Islam. Tauris, London u. a. 2007, ISBN 978-1-85043-854-0.